# Dermaleipa parallelipipeda
Dermaleipa parallelipipeda là một loài bướm đêm trong họ Erebidae.